# Témara
Témara is een stad in Marokko en is de hoofdplaats van de provincie Skhirat-Témara.
In 2014 telde Témara 313.510 inwoners.